# Melbourne Beach
Melbourne Beach é uma vila localizada no estado americano da Flórida, no condado de Brevard. Foi incorporada em 1923.

## Geografia
De acordo com o United States Census Bureau, a cidade tem uma área de 3,6 km², onde 2,5 km² estão cobertos por terra e 1,1 km² por água.

### Localidades na vizinhança
O diagrama seguinte representa as localidades num raio de 16 km ao redor de Melbourne Beach.

## Demografia
Segundo o censo nacional de 2010, a sua população é de 3 101 habitantes e sua densidade populacional é de 1 221,74 hab/km². Possui 1 574 residências, que resulta em uma densidade de 620,13 residências/km².